# Ekerydsgölen (Ingatorps socken, Småland)
Ekerydsgölen är en sjö i Eksjö kommun i Småland och ingår i Emåns huvudavrinningsområde.